# 中ノ岱駅
中ノ岱駅（なかのたいえき）は、かつて北海道雨竜郡北竜町板谷にあった日本国有鉄道（国鉄）札沼線の鉄道駅（廃駅）である。事務管理コードは▲120212。

## 歴史
- 1956年（昭和31年）11月16日 - 札沼線石狩追分 - 石狩沼田間復活と同時に新設[1]。旅客のみ取扱い[1]。
- 1972年（昭和47年）6月19日 - 札沼線新十津川 - 石狩沼田間の廃線により廃止となる[1]。

### 駅名の由来
「碧水」と「和」の中間地点にある丘陵地帯であるため。なお、地名の「板谷」は1913年（大正2年）に同地に農場を開設した小樽の板谷商船の社長、板谷宮吉の姓による。

## 駅構造
簡易型1面1線。ホームは踏切札幌方の札幌に向かって左手（北東側）に設置され、ホーム横には待合室が設けられていた。

## 駅跡
国道脇の東側に、当駅が置かれていた築堤が少し残されている。

## 隣の駅
日本国有鉄道
札沼線
和駅 - 中ノ岱駅 - 碧水駅